# Снігові рулони

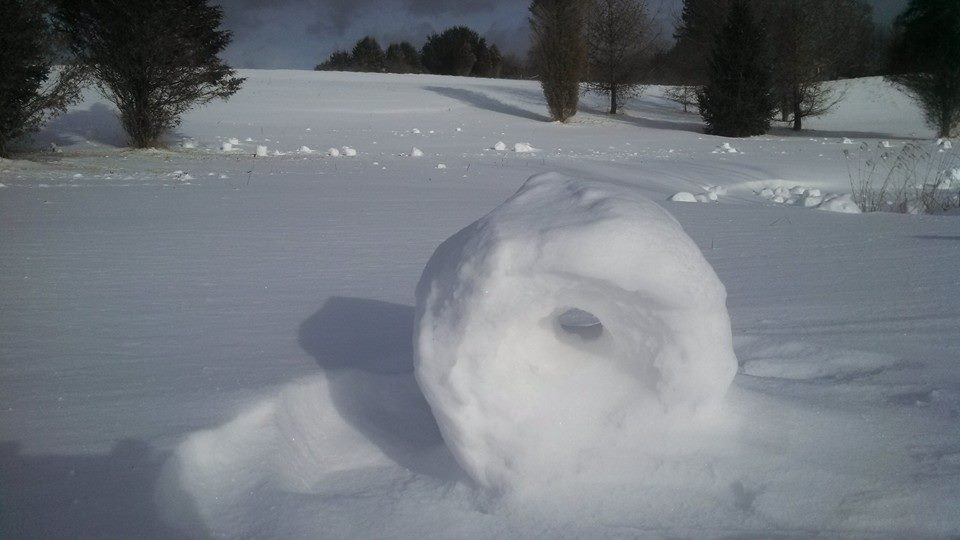
«Сніжний пончик» в Пенсільванії

Снігові рулони (також снігові вали) — метеорологічне явище, при якому снігові грудки утворюються під дією сили вітру і гравітації без участі людини. Ця «один із жартів природи» зустрічається дуже рідко, її на власні очі спостерігали досить мало людей; письмове свідоцтво і малюнки зустрічається вже в журналі Генрі Торо (XIX століття).
Рулони діаметром до 70 сантиметрів утворюються за дуже специфічних умов: шар снігу повинен покривати лід, але не прилипати до нього, сніг повинен бути вологим, але м'яким і пухнастим, температура повітря — трохи вище точки замерзання води, а вітер — достатньо сильним, щоб переміщати грудки, але не настільки сильним, щоб зруйнувати їх. Зазвичай снігові рулони утворюються на схилах в горбистій місцевості, хоча спостерігалося і їх утворення на льоду озер. За своєю природою умови для утворення рулонів зазвичай виникають на великій території, тому в рідкісних випадках, коли рулони формуються, вони з'являються у великих кількостях, іноді тисячами.
На відміну від снігових грудок, згорнених людьми, рулони зазвичай нагадують циліндри (при зародженні вони мають, все ж таки, сферичну форму). Відразу після утворення снігові рулони дуже крихкі і легко руйнуються в руках. Оскільки внутрішні шари формуються в той час, поки рулон ще маленький і легкий, вони мають малу щільність і легко вивітрюються, утворюючи «сніговий пончик».
Формування снігових рулонів — процес короткочасний і часто протікає непоміченим (типово вранці спостерігачі виявляють вже сформовані циліндри), тому початкова стадія явища — зародження сніжної груди — становить інтерес для дослідників. Р. А. Хорнстайн описує вітер, який підхоплює і перевертає сніжинки відразу після їх падіння. А. М. Дорофеєв розповідає про турбулентні потоки повітря, які формують крихітні снігові грудки біля поверхні льоду. У міру зростання розміру рулону його вага зростає, і через деякий час процес формування закінчується: сили тиску вітру перестає вистачати для подолання моменту інерції снігового рулону і сили тертя кочення.

## Приклади

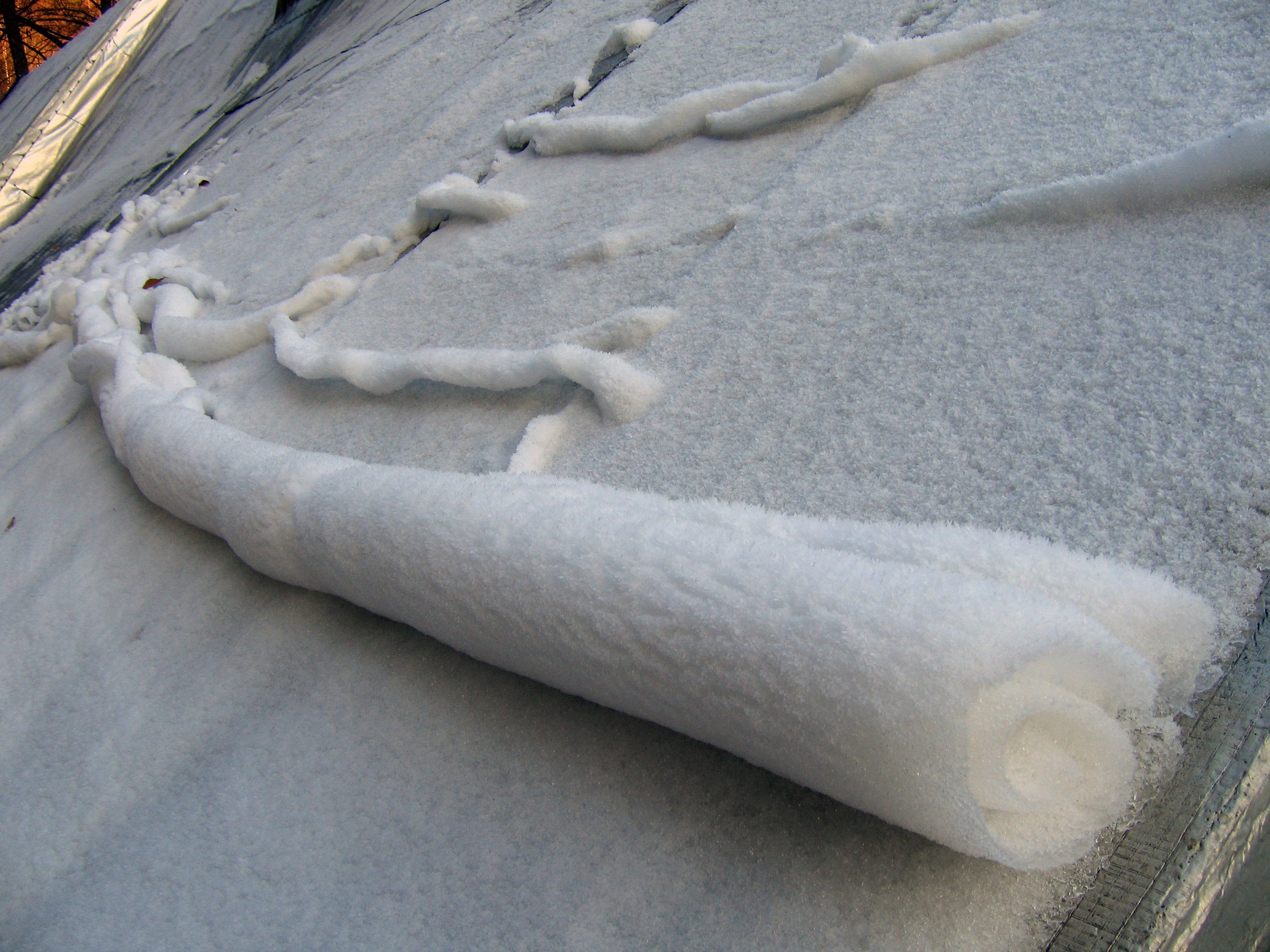
Рулони на даху будинку
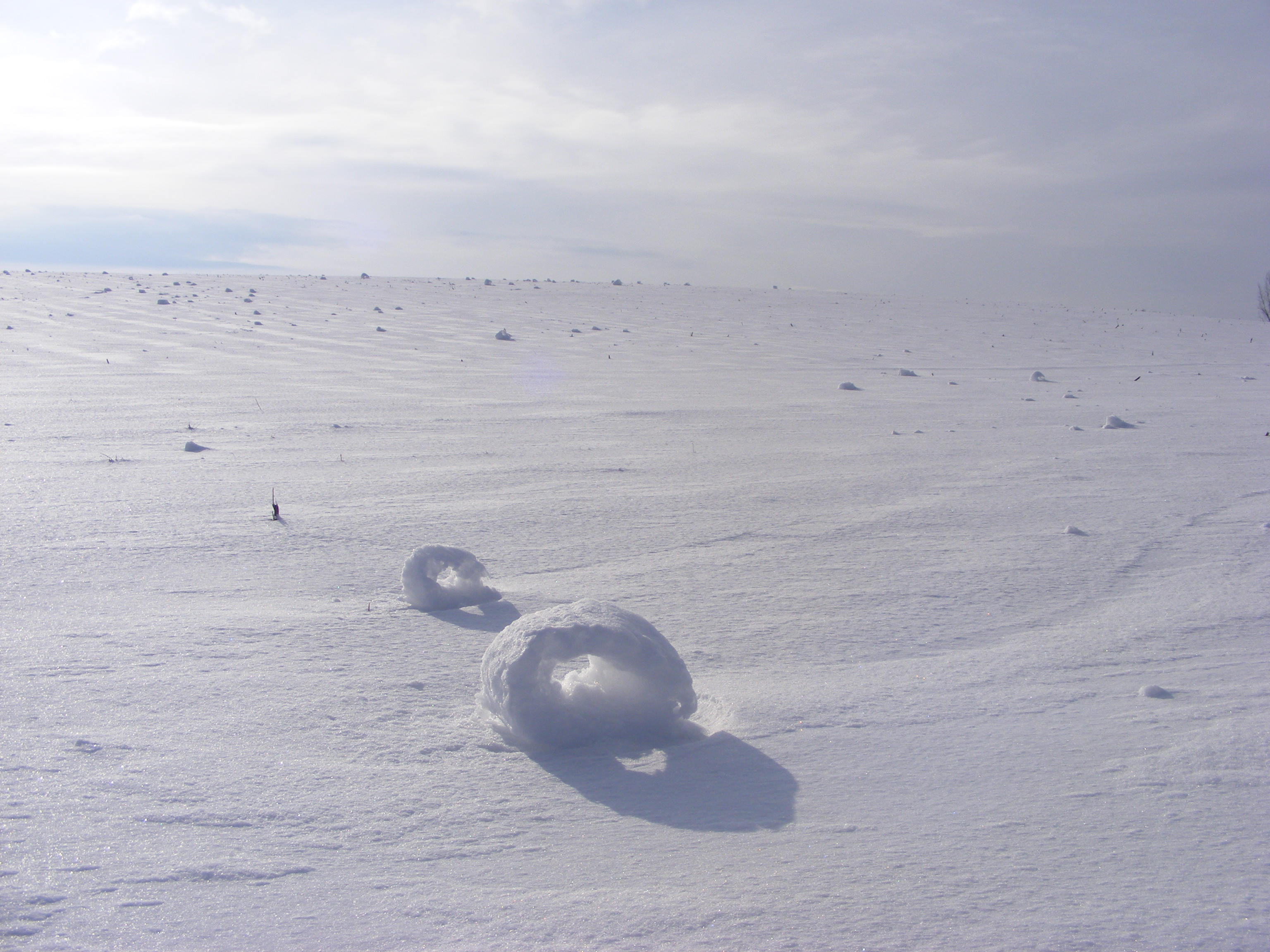
Снігові пончики
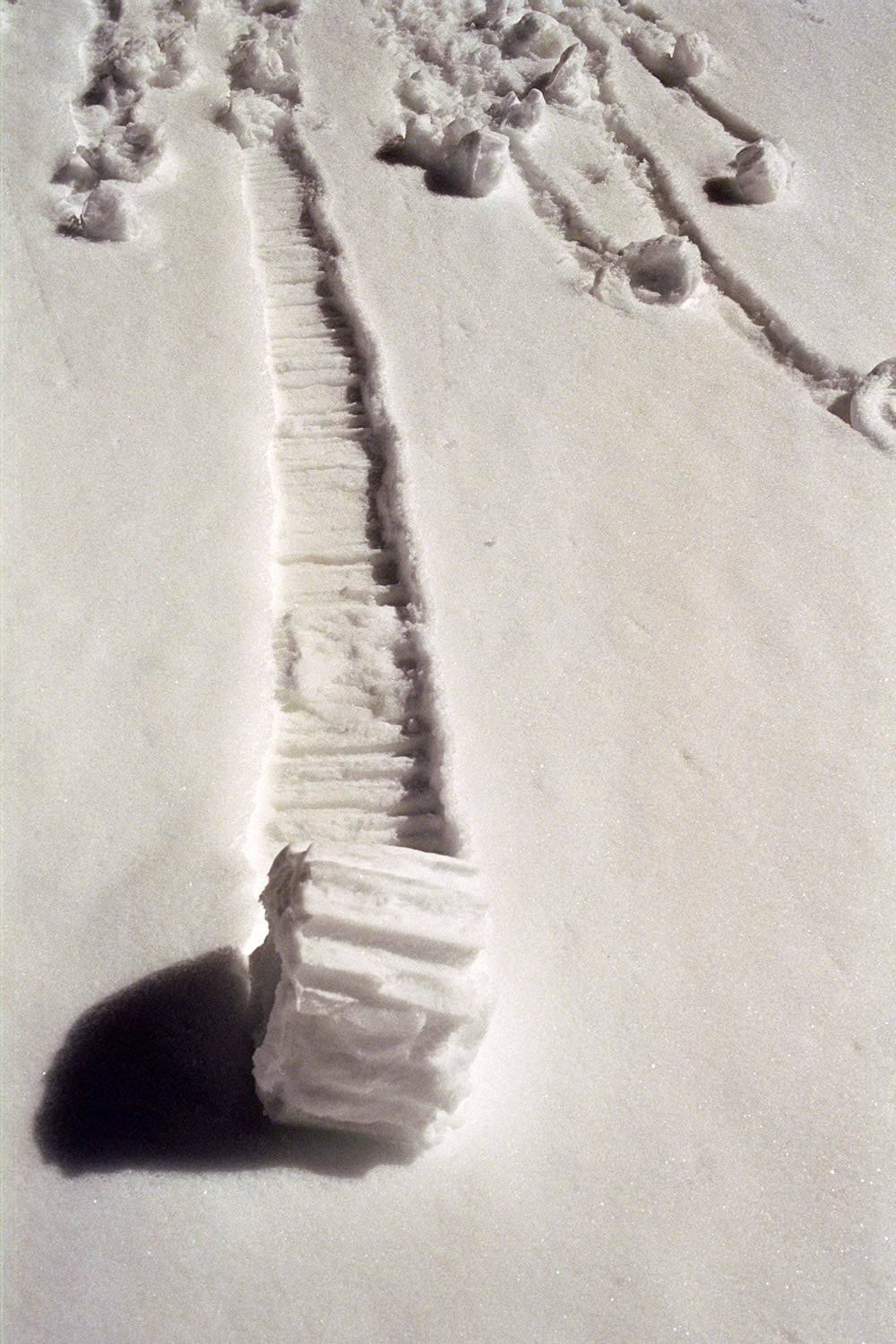
Рулони, що нагадують шестерні
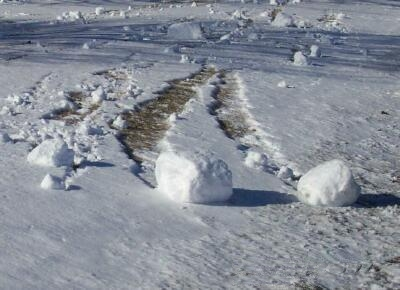
У штаті Іллінойс